# Viaduc du Bramefond
Le viaduc du Bramefond est un viaduc situé à Lachapelle-Auzac, dans le Lot, en France.

## Histoire
Le viaduc est terminé en 1889 pour accueillir la ligne de Souillac à Viescamp-sous-Jallès. Il n'est plus utilisé depuis 1989 car la ligne sera fermée la même année puis interrompue par la construction du viaduc de Blazy mis en service en 1998 pour l'autoroute A20.

## Description
Les caractéristiques principales sont les suivantes :
- Hauteur : 44 m
- Longueur totale : 322 m
- Portée de l'arc : 17 m
- Nombre d'arches : 14

## Étymologie
Le mot Bramefond viendrait du mot "brame", qui est le cri du cerf. Il est appelé ainsi car, lors de sa construction, on entendait bramer les cerfs.

## Galerie

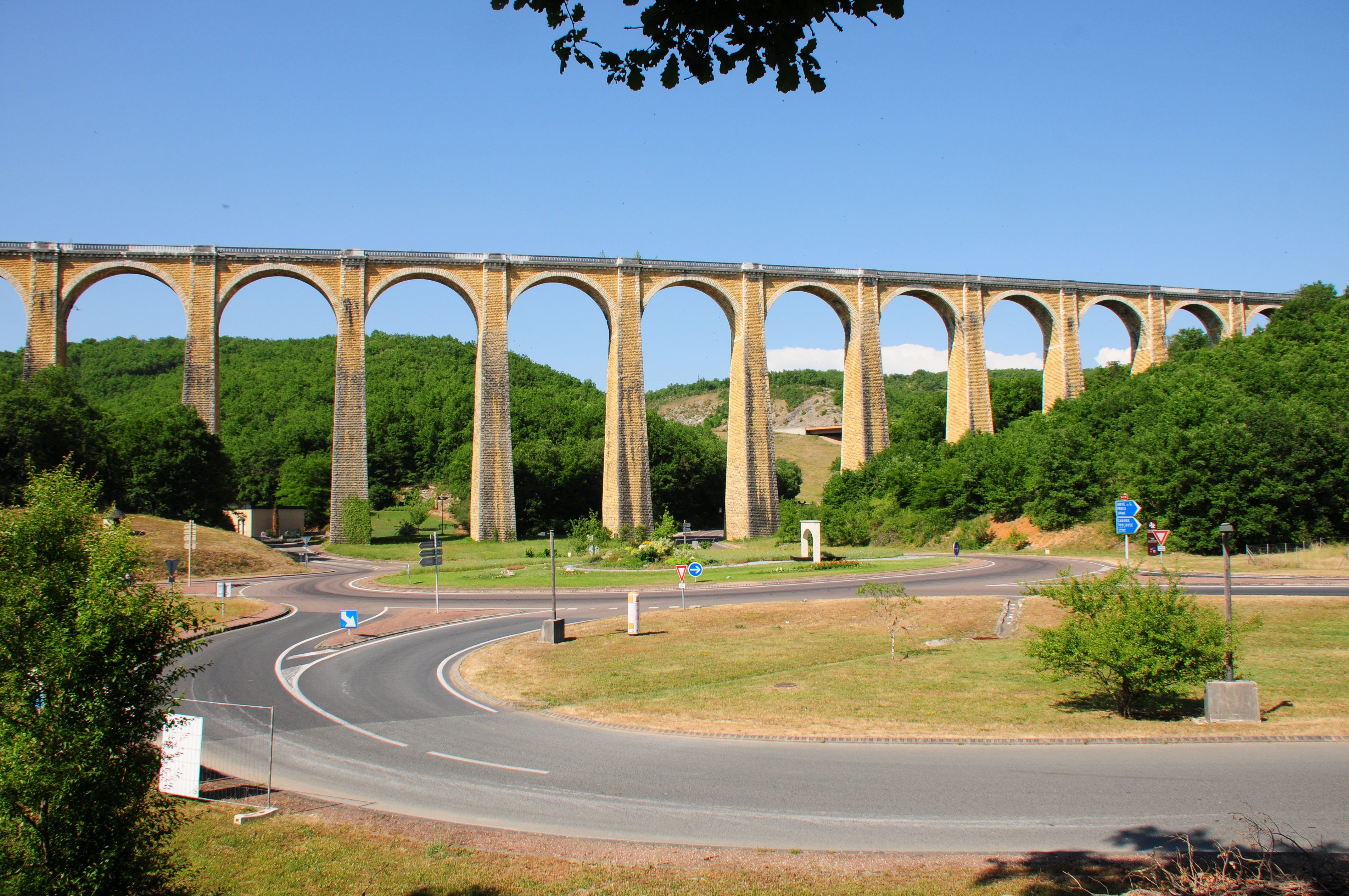
En 2015
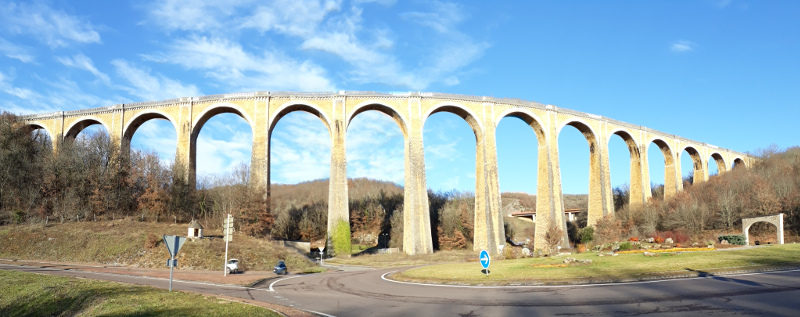
vue générale en 2017